# Couto de Esteves
Couto de Esteves es una freguesia portuguesa del concelho de Sever do Vouga, con 16,95 km² de superficie y 1300 habitantes (2001). Su densidad de población es de 76,7 hab/km².